# Badia de Mobile

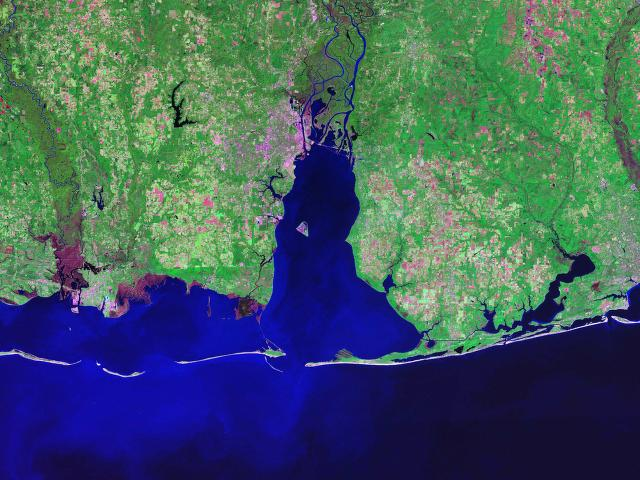
Imatge per satèl·lit de la badia de Mobile (programa Landsat).

La badia de Mobile (en anglès Mobile Bay) és una badia que es troba al golf de Mèxic, al sud-oest de l'estat d'Alabama, als Estats Units.

## Geografia
La badia té una llargada de 56 km en direcció nord, fins a la desembocadura del riu Mobile i la seva amplada varia entre 13 i 39 km. La badia connecta amb el golf de Mèxic a través d'un canal que es troba entre Dauphin Island i la península de Mobile Point. Les zones més profundes de la badia es troben al canal de navegació, superant el 75 peus (23 m) de profunditat, però la profunditat mitjana de la badia és de 10 peus (3 m).
Els rius Mobile i Tensaw desemboquen a l'extrem nord de la badia. Altres rius, més petits, també hi desemboquen: River Dog, Deer River i River Fowl al costat occidental de la badia i el riu Fish al costat oriental.
La badia de Mobile és el quart estuari més gran dels Estats Units, amb una descàrrega de 62.000 metres cúbics d'aigua per segon.

## Història
Exploradors espanyols navegaren per la zona de la badia de Mobile vers el 1500, assenyalant-la en mapes antics com a Bahía del Espíritu Santo. L'àrea va ser explorada amb més detall el 1516 per Diego de Miruelo i el 1519 per Alonso Álvarez de Pineda. En 1528 Pánfilo de Narváez va viatjar a través del que probablement eren les aigües de la badia Mobile, trobant-se amb nadius americans que van fugir i cremar les seves viles davant l'aproximació de l'expedició.
Hernando de Soto va explorar l'àrea de la badia de Mobile i voltants el 1540, tot buscant la zona habitada pels muskogee. Durant l'expedició les seves forces van destruir la ciutat fortificada de Mauvila o Maubila, de la qual procedeix l'actual nom de Mobile. Aquesta batalla contra el cap Tuskaloosa cap i els seus guerrers es va dur a terme en algun lloc a l'interior d'Alabama, al nord de l'actual Mobile. La següent expedició important fou la de Tristán de Luna y Arellano, en el seu intent fallit per establir una colònia permanent per Espanya prop de Pensacola (Florida) el 1559.
Malgrat la presència d'Espanya a la zona havia estat esporàdica, els francesos van crear un port a Dauphin Island i van fundar la capital francesa de la Louisiana a Mobile el 1702.
Posteriorment, durant la Guerra Civil Nord-americana, el 5 d'agost de 1864 fou l'escenari de la batalla de la badia de Mobile.
Al llarg de la història la zona s'ha vist afectada per diversos huracans, sent els més recents l'huracà Frederic el 1979 i l'huracà Katrina el 2005.